# Y square
Y square (gelegentlich mit y² abgekürzt) ist eine ab 2005 bei Carlsen erschienene Comicserie, die erstmals im Manga-Magazin Daisuki abgedruckt wurde. Die Zeichnungen und Geschichte stammen aus der Feder von Judith Park.

## Handlung

### Y square
Der junge Koreaner Yoshitaka Kogirei ist verzweifelt auf der Suche nach einer Freundin, doch seine Annäherungsversuche misslingen alle. Da bietet ihm der neue Mitschüler und Mädchenschwarm Yagate Sotogawa an, ihm zu helfen. Bald aber outet sich Yagate Yoshitaka gegenüber als homosexuell, so dass dieser ihm nicht mehr vertrauen will, aber dennoch seine Hilfe weiter annimmt.
Dann findet ein Modelwettbewerb statt, an dem auch die hübsche Ju-Jin Cho teilnimmt. Die Jury besteht aus Yagate und Yoshitaka. Als Ju-Jin den Laufsteg betritt, pfeift Yoshitaka und Ju-Jin fällt hin, so dass sie vom Wettbewerb ausgeschlossen wird. Während sie wütend auf Yoshitaka ist, macht ihre Rivalin Hyun-na ihm dagegen bald Avancen.
Nun entwickelt sich eine Dreiecksbeziehung zwischen Yagate, Yoshitaka und Ju-Jin und ein Konflikt zwischen Hyun-na und Ju-Jin um Freund und Modelkarriere. Ju-Jin wird dabei von ihrer Freundin Chana Kane unterstützt.

### Y square PLUS
Yoshitaka Kogirei und Ju-Jin Cho sind sich immer noch nicht nähergekommen. Dennoch nimmt Ju-Jin Yoshitaka mit, als sie ein Angebot von der Zeitschrift „K Style“ erhält. Das Fotoshooting endet jedoch in einem Desaster, da Ju-Jin ein Hasenkostüm tragen soll. Die Sache wird noch schlimmer als sie erfährt, dass der Redakteur Yoshitaka spontan zu einem Fotoshooting überredet hat und dieser nun der Titelheld des Monats der Zeitschrift „Luxus“ ist.
Yoshitaka sonnt sich in seinem Erfolg. Doch ihm wird bald erklärt, dass es sich bei „Luxus“ um die Monatszeitschrift für Homosexuelle handelt. Yoshitaka ist am Boden zerstört, zumal auch die Beziehung zu Ju-Jin wieder abgekühlt ist. Als er sich mit einem Rosenstrauß bei ihr entschuldigen will, findet er sie in den Armen eines anderen Mannes, der sich später aber als Ju-Jins Bruder Ra-Myun entpuppt.
Ra-Myun lädt die Gruppe nun zu einem Tag am Strand ein. Yoshitaka hofft, dort endlich Ju-Jin seine Liebe gestehen zu können, aber auch Yagate hofft Ra-Myun näherkommen zu können.
Doch auch Ju-Jins Freundin Chana Kane hat ein Auge auf Ra-Myun geworfen und versucht nun ihren vermeintlichen Konkurrenten Yagate bloßzustellen, was ihr auch gelingt. Ra-Myun spendet ihm schließlich Trost, aber wirklich näher kommen sie sich nicht. Dafür jedoch kommt es schließlich zwischen Ju-Jin und Yoshitaka beim Sonnenuntergang zum lang ersehnten ersten Kuss.

## Veröffentlichungen

### Comic
Y square erschien von Dezember 2004 bis Februar 2005 im deutschen Manga-Magazin Daisuki und wurde von Carlsen Comics auch als Einzelband veröffentlicht. Ab der November-Ausgabe 2006 der Daisuki wurde Y square PLUS, als Fortsetzung des Comics, veröffentlicht. 2007 wurde die Fortsetzung und damit die Geschichte um Ju-Jin und Yoshitaka abgeschlossen. Der Comic erschien auch in Italien, Frankreich und Russland. Im März 2007 kam er in Russland bei Urals University Press im Label Comics Factory heraus.

### Hörbuch
Das Hörbuch Ysquare wird von der cocomico records GmbH herausgegeben und erschien am 12. Oktober 2007.